# Francisco Mwepu
Francisco Mwepu (* 29. Februar 2000 in Chambishi) ist ein sambischer Fußballspieler.

## Karriere

### Verein
Mwepu begann seine Karriere beim Kafue Celtic FC. Zur Saison 2019/20 wechselte er zum Erstligisten Red Arrows FC. Zur Saison 2020/21 wechselte er zum österreichischen Bundesligisten SK Sturm Graz, bei dem er einen bis Juni 2022 laufenden Vertrag erhielt. Nach seinem Vertragsende verließ er die Grazer nach der Saison 2021/22 wieder. Insgesamt kam er zu acht Einsätzen in der Bundesliga für Sturm, davon absolvierte er alle jedoch in der Saison 2020/21.
Im August 2022 wechselte er nach Spanien zum FC Cádiz. Dort kam er in der Saison 2022/23 jedoch zunächst nur bei der zweiten Mannschaft zum Einsatz.

### Nationalmannschaft
Mwepu debütierte im März 2020 für die sambische Nationalmannschaft, als er in einem Testspiel gegen Malawi in der Halbzeitpause für Tapson Kaseba eingewechselt wurde.

## Persönliches
Sein Bruder Enock (* 1998) war ebenfalls Fußballspieler.